# 文明使命

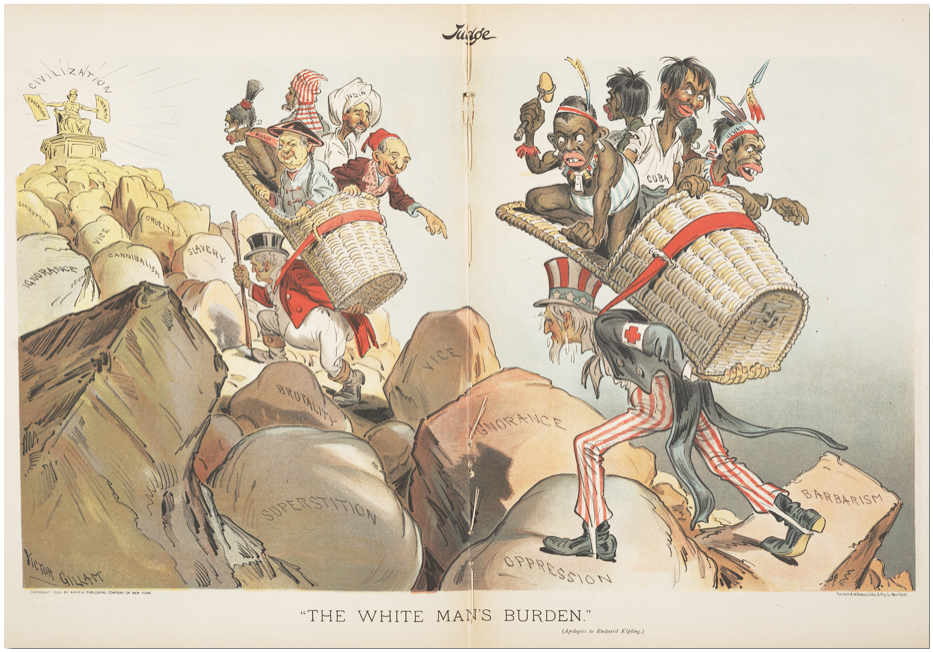
约翰牛(大不列颠)和山姆大叔(美利坚)承担着"白人的负担"：把世界的有色人种背到文明的山峰上
维克托·吉兰，裁判（杂志)，1899年4月1日刊

文明使命（英語：civilizing mission），亦有时译作开化使命，是15-20世纪西方殖民主义为自身合理性辩护而出现的一种理念；主要体现在对殖民帝国的合理性之认可、对“原始”文化和习俗的贬低，以及对侵略性扩张的辩护。这一理念认为，殖民主义的根本目的是对“原始文明”（相对于近现代西方文明而言）的开化。该理念典型之代表有白人的负担和昭昭天命。在20世纪去殖民化时期后，现只多见于殖民主义历史之研究。